# Astragalus nigrocalycinus
Astragalus nigrocalycinus — вид квіткових рослин з родини бобових (Fabaceae). Ареал охоплює такі країни: Туреччина (пн.-сх. Анатолія).

## Середовище
Зустрічається на трав'янистих схилах, на висоті приблизно 1450 м над рівнем моря. Основними загрозами є втрата середовища існування, спричинена людиною, та деградація, спричинені надмірним випасом худоби та заготівлею сіна.